# ТЕС Ер-Ріяд 7
24°34′5″ пн. ш. 46°53′2″ сх. д. / 24.56806° пн. ш. 46.88389° сх. д.
ТЕС Ер-Ріяд 7 — теплова електростанція в центральній частині Саудівської Аравії.
У 1981 – 1982 роках на майданчику станції стали до ладу шістнадцять встановлених на роботу у відкритому циклі газових турбін потужністю по 50 МВт. Друга черга додала ще чотири газові турбіни потужністю по 50 МВт, а в 1994-го ввели в дію третю чергу із двома газовими турбінам по 57,6 МВт.
Нарешті, у 2005-му стала до ладу четверта черга із двома газовими турбінами потужністю 86,1 МВт та 86,5 МВт, що довело загальний показник ТЕС до 1285 МВт.
Первісно станція використовувала нафтопродукти, проте після появи у 2000 році трубопроводів Шедгам – Ер-Ріяд та Схід-Захід – Ер-Ріяд була переведена на природний газ.
Видача продукції відбувається по ЛЕП, що працює під напругою 132 кВ.